# Miguel Pascuas
Miguel Pascuas (Miguel Ángel Pascuas Santos), ou Sergent Pascuas, né le 20 novembre 1940, est un guérillero des Forces armées révolutionnaires de Colombie (FARC), qui était présent, âgé d'une vingtaine d'années, lors des combats de la République de Marquetalia en 1964. Dernier membre fondateur des FARC encore en activité au moment de la démobilisation de cette guérilla en 2017 (bien qu'annoncé mort en 1999), il dirige depuis 1979 le sixième front des FARC, qui agit dans le département du Cauca. Il aurait ordonné en 2010 une vague d'attentats, dont l'explosion d'un bureau du Banco agrario à Corinto, et son front compterait à cette même époque environ 300 combattants dont une centaine de femmes. Pascuas aurait fêté son 82e anniversaire en mars 2010 en compagnie de plusieurs membres du secrétariat des FARC. Le gouvernement colombien offre 1 000 000 de dollars pour toute information qui permettrait sa capture, le département d'État des États-Unis offre quant à lui une récompense allant «jusqu'à 2,5 millions» de dollars.
Pascuas a fait partie de la délégation des FARC lors du processus de paix en Colombie, et a participé sur les lieux de la République de Marquetalia à une commémoration à l'occasion des 53 ans de la fondation des FARC, le 27 mai 2017.